# Хабаровська АЕС
Хабаровська атомна електростанція (рос. Хабаровская АЭС) — планована атомна електростанція в Росії. Вона буде розташована поблизу села Еворон біля однойменного озера в Хабаровському краї. Про плани будівництва станції було оголошено в серпні 2024 року в рамках програми будівництва нових атомних електростанцій російського уряду. Електростанція повинна мати два реактори ВВЕР середньої потужності з водою під тиском. Проект є прямим наступником електростанції Далекий Схід.

## Історія та технічна інформація

### Початки
Плани побудувати атомну електростанцію на озері Еворон вперше з’явилися наприкінці 1950-х років. У 1970-х — на початку 1980-х років були розроблені проекти двох атомних електростанцій, які радянський уряд включив до програм економічного розвитку області. Електростанція мала мати два або чотири реактори, тип яких не уточнювався. Але плани будівництва АЕС викликали неабиякий спротив серед місцевих жителів, які протестували проти проекту. У 1988-1989 роках навіть була петиція проти будівництва. У 1990-х роках, з настанням періоду після розпаду СРСР і наступної економічної кризи, планування електростанції було припинене.

### Новий план
У 2022 році гендиректор російської держкорпорації «Росатом» Олексій Ліхачов заявив, що АЕС можуть побудувати на Далекому Сході в 2030-х роках.
Плани по будівництву двоблокової атомної електростанції в Хабаровському краї були повторно представлені в серпні 2024 року. Тоді російський уряд оголосив, що має намір побудувати до 33 нових атомних реакторів по всій Росії в рамках нового плану будівництва АЕС до 2042 року.

### Розташування
На даний момент точне місце розташування не зовсім визначене, але згідно з даними, відомими на поточний момент, йдеться про район Солнечне та село Еворон біля однойменного озера, як це було за радянських часів, оскільки майданчик вже відомий та перевірений.

## Інформація про реактори
| Реактор      | Тип реактора | Продуктивність | Продуктивність | Початок будівництва | Підключення до мережі | Введення в експлуатацію | Закриття |
| Реактор      | Тип реактора | Нетто          | Брутто         | Початок будівництва | Підключення до мережі | Введення в експлуатацію | Закриття |
| ------------ | ------------ | -------------- | -------------- | ------------------- | --------------------- | ----------------------- | -------- |
| Хабаровськ-1 | ВВЕР-С-600   |                | 600 МВт        |                     | 2036                  |                         |          |
| Хабаровськ-2 | ВВЕР-С-600   |                | 600 МВт        |                     | 2039                  |                         |          |